# Feldhorst
Feldhorst är en kommun i Kreis Stormarn i förbundslandet Schleswig-Holstein i Tyskland. Kommunen bildades 1 januari 1978 genom en sammanslagning av de tidigare kommunerna Havighorst b. Bad Oldesloe och Steinfeld.
Kommunen ingår i kommunalförbundet Amt Nordstormarn tillsammans med ytterligare 11 kommuner.